# Deep River (Ontario)
Deep River è un comune del Canada, situato nella provincia dell'Ontario, nella contea di Renfrew.